# Camponotus vehemens
Camponotus vehemens är en myrart som beskrevs av Bruno Foerster 1891. Camponotus vehemens ingår i släktet hästmyror, och familjen myror. Inga underarter finns listade.